# Rubén Rodríguez (baloncestista)
Rubén Rodríguez León, (nacido el 5 de agosto de 1953 en Nueva York, Nueva York) es un exjugador de baloncesto con doble nacionalidad estadounidense y puertorriqueño. Con 1.98 metros de estatura, jugaba en la posición de ala-pívot.
Es uno de los cinco jugadores (Mario Morales, Raymond Dalmau, Georgie Torres y Mario Butler) en llegar a 10 000 puntos o más en su carrera en el BSN y durante mucho tiempo fue el segundo mejor anotador, después de Raymond Dalmau. Se destacó jugando su carrera entera con los Vaqueros de Bayamón durante más de 20 años. El Coliseo Rubén Rodríguez fue inaugurado en su honor en Bayamón, en 1988, y es el recinto deportivo de los Vaqueros de Bayamón desde entonces.
Rodríguez fue miembro de la Selección de baloncesto de Puerto Rico, jugando en muchos torneos internacionales como los Juegos Olímpicos y los Juegos Panamericanos. En 1983, Rodríguez, del Equipo de Puerto Rico, jugó contra Michael Jordan del Equipo de Estados Unidos, en el coliseo que lleva el nombre de Rodríguez.
Rodríguez se retiró del baloncesto en 1991. Intentó varias veces entrenar un equipo de baloncesto de la Liga de Puerto Rico (BSN), pero sin conseguirlo. Su intento más reciente fue con el equipo de Bayamón en 2002. Comenzó la temporada 0-5 y finalmente fue despedido. Actualmente es analista de baloncesto para varios programas de radio en Puerto Rico.

## Participaciones en competiciones internacionales

### Mundiales
- Puerto Rico 1974 7/14
- Filipinas 1978 10/14

### Juegos olímpicos
- Múnich 1972 6/12
- Montreal 1976 9/12

## Récords
- Puntos de por vida - Rubén Rodríguez - 11,549 puntos
- Rebotes en una temporada - Rubén Rodríguez - 380 (1978)
- Puntos en una temporada - Rubén Rodríguez - 810 (1979)
- Puntos en juego individual - Rubén Rodríguez - 52 (1973)
- Rebotes de por vida - Rubén Rodríguez -  6,178